# Paulo César Quevedo
 (décembre 2018).
Si vous disposez d'ouvrages ou d'articles de référence ou si vous connaissez des sites web de qualité traitant du thème abordé ici, merci de compléter l'article en donnant les références utiles à sa vérifiabilité et en les liant à la section « Notes et références ».
Paulo Cesar Quevedo, ou simplement Paulo Quevedo, né le 1er février 1975 à Ciudad Juárez au Mexique, est un acteur mexicain.

## Filmographie

### Cinéma
- El Justiciero 3: La Venganza del Senador
- The Wild Reporter (2007)
- El Justiciero 2, El Retorno de Don Ramiro
- Miami Snow (2012)
- El Justiciero

### Émissions et séries TV
- La Piloto (2017-2018)[1], dans le rôle principal[2].
- La mujer en el espejo (2004-2005)
- Doña Bárbara (depuis 2008)
- Ruta 35 (2016)
- Marido en alquiler
- Reina de corazones
- Una maid en Manhattan (2011-2012)
- Alma Rebelde (1999)
- Pecadora (2009-2010)
- Escándalos (depuis 2015)